# Où va la gauche ?
Où va la gauche ? est un essai de l'écrivain franco-espagnol Jorge Semprún écrit en collaboration avec Denis Olivennes qui exprime sa vision de l'avenir de la gauche en France et en Europe.

## Présentation
Dans cet essai, Jorge Semprun fait un état des lieux, à la lumière d'une expérience politique de plus d'un demi-siècle, traite de l'avenir de la gauche et tente une projection politique à partir des difficultés que connaît la gauche actuelle dans beaucoup de pays européens. Déjà en 2005, il avait publié avec l'ancien premier ministre français Dominique de Villepin, un livre de réflexion et de confrontation de leurs expériences, L'Homme européen.
Ce livre s'inscrit dans cette logique de réflexion à long terme, d'un homme qui veut prendre du recul pour faire un état des lieux de sa famille politique, de la gauche actuelle, pour dégager quelques idées ou au moins quelques pistes essentielles, conditions pour qu'une gauche victorieuse puisse gouverner avec de bonnes chances de réussite.